# Morvegne
Morvegne, Morvegnak o Morvegnach
 (in croato: Murvenjak) è un isolotto disabitato della Croazia situato nel mare Adriatico a sud di Vergada e ad est della parte settentrionale di Mortero; fa parte dell'arcipelago zaratino. Amministrativamente appartiene al comune di Poschiane, nella regione zaratina.

## Geografia
Morvegne si trova a circa 1,2 km da Vergada, circa 2,8 km a sud-ovest di Arta Grande, ed è circondato da alcuni scogli. Ha due promontori: Vrtlić a sud-est e Zidanac ad ovest. Ha una superficie di 0,61 km², uno sviluppo costiero di 4,71 km ed un'altezza massima di 64,3 m.

### Isole adiacenti
- Gli Scogli[3][4] o Scoglietti[5], a nord: 
  - Školjić Veli (370 m circa a sud-est), isolotto con una superficie di 0,03 km²[6], uno sviluppo costiero di 675 m[6] e l'altezza di 25 m[2], 43°50′30″N 15°30′45″E.
  - Školjić Mali, a circa 580 m[2]; ha una superficie di 0,012 km²[6], uno sviluppo costiero di 424 m[6] e l'altezza di 20 m[2] 43°50′22″N 15°31′04″E.
- Oblig[3] o Oblich[4][5][7] (Oblik), isolotto lungo circa 380 m e con un'altezza di 26 m[2], ha un'area di 0,074 km²[6], la costa lunga 1 km[6]; si trova circa 320 m[2] a nord-ovest 43°50′16″N 15°30′20″E.
- Ghiza[5][7], Ghira[4] o Gida[3] (Gira), isolotto di forma rotondeggiante con un diametro di circa 260 m; ha una superficie di 0,056 km²[1], uno sviluppo costiero di 0,9 km[1] e l'altezza di 14,3 m[2]; si trova 300 m a sud-ovest della punta Zidanac 43°49′42″N 15°30′05″E.
- Vortlich[3][4] o Vertlick[5] (Vrtlić) (520 m circa a sud), scoglio rotondo di circa 74 m di diametro[2]; ha una superficie di 6945 m²[6], uno sviluppo costiero di 307 m[6] e l'altezza di 7 m[2] 43°49′23″N 15°30′49″E.
- Smerghera[5] (Lončarić), piccolo scoglio con un'area di 562 m²[6]; situato 330 m a nord-ovest di Vortlich 43°49′28″N 15°30′33″E.
- Vissovaz[3][8] o Vissavaz[5][7] (Visovac), scoglio rotondo di circa 140 m di diametro, con un'altezza di 24,6 m[2]; ha una superficie di 0,017 km²[6] e uno sviluppo costiero di 478 m[6]; si trova 600 m circa a est 43°49′43″N 15°32′20″E.

### Cartografia
- (HR) Mappa topografica della Croazia 1:25000, su preglednik.arkod.hr. URL consultato il 27 febbraio 2017.
- G. Giani, Carta prospettiva delle Comuni censuarie della Dalmazia, foglio 6, 1839. Fondo Miscellanea cartografica catastale, Archivio di Stato di Trieste.
- Carta di cabottaggio del mare Adriatico, foglio VII, Milano, Istituto geografico militare, 1822-1824. URL consultato il 27 febbraio 2017 (archiviato dall'url originale il 13 aprile 2013).